# Elle grandit si vite
 (juillet 2025).
Pour plus de détails, voir Fiche technique et Distribution.
Elle grandit si vite est un court métrage diffusé en 1999.

## Synopsis
Juliette a quatorze ans. Fabienne, sa meilleure amie, la trahit pour Catherine. Juliette ne se sent pas de taille à lutter. Jalouse, tellement jalouse, qu’elle en perd les pédales.

## Fiche technique
- Titre : Elle grandit si vite
- Réalisation : Anne Théron
- Scénario : Anne Théron
- Photographie : Pierre Ferry
- Décors: Barbara Kraft
- Musique : Jonatan Pontier
- Montage : Roland Baubeau
- Durée : 26 minutes

## Distribution
- Charlotte Hirsch : Juliette
- Louise-Laure Mariani : Catherine
- Patricia De Clapiers : Fabienne
- Sarah Marais : Aline
- Marie Trintignant
- Anne Alvaro
- Anne Cantineau
- Christophe Guichet
- Tom Le Bihan